# Addison Rae
Addison Rae Easterling (ur. 6 października 2000 w Lafayette) – amerykańska influencerka, piosenkarka, aktorka i tancerka.

## Życiorys
Jej rodzicami są Monty Lopez oraz Sheri Easterling. Wychowywała się w Lafayette. Addison ma dwóch młodszych braci – Enzo i Lucasa oraz starszą przyrodnią siostrę Macye Neumeyer. Rodzice Rae rozwiedli się, gdy była młodsza, ale potem pobrali się ponownie w 2017. W 2019 studiowała dziennikarstwo na Louisiana State University, które przerwała.

## Kariera
Zadebiutowała w lipcu 2019 publikując filmy na platformie TikTok. Od grudnia 2019 do maja 2020 należała do grupy Hype House. W styczniu 2020 podpisała umowę z agencją talentów WME. W lipcu 2020 na platformie Spotify wraz ze swoją matką prowadziła podcast Mama Knows Best. W tym samym roku wydała linię kosmetyków Item Beauty.
W marcu 2021 wydała swój debiutancki singel „Obsessed”. W tym samym roku zagrała w He’s All That, remake’u komedii romantycznej Cała ona (1999). 2 lutego 2022 ogłosiła, że podpisała kontrakt z obsadą nowego filmu Fashionista, który obecnie jest w trakcie produkcji. 23 lutego 2023 poinformowano, że zagra w filmie Thanksgiving w reżyserii Eliego Rotha, a 12 maja ujawniono że dostała rolę w filmie Animal Friends.
6 czerwca 2025 wydała debiutancki album studyjny Addison.

## Życie prywatne
W latach 2020–2021 była związana z celebrytą Brycem Hallem. Od czerwca 2021 jest w związku z izraelskim producentem muzycznym Omerem Fedi.

## Dyskografia

### Albumy
| Rok  | Dane dot. albumu | Najwyższe pozycje na listach | Najwyższe pozycje na listach | Najwyższe pozycje na listach | Najwyższe pozycje na listach | Najwyższe pozycje na listach | Najwyższe pozycje na listach | Najwyższe pozycje na listach | Najwyższe pozycje na listach | Najwyższe pozycje na listach | Najwyższe pozycje na listach | Najwyższe pozycje na listach |
| Rok  | Dane dot. albumu | US                           | AUT                          | AUS                          | CAN                          | FRA                          | IRE                          | GER                          | NOR                          | NZ                           | SWI                          | UK                           |
| ---- | --- | ---------------------------- | ---------------------------- | ---------------------------- | ---------------------------- | ---------------------------- | ---------------------------- | ---------------------------- | ---------------------------- | ---------------------------- | ---------------------------- | ---------------------------- |
| 2025 | Addison - Wydany: 6 czerwca 2025 - Wytwórnia: Columbia Records, As Long As I'm Dancing - Format: CD, LP, digital download, streaming | 4                            | 9                            | 2                            | 6                            | 20                           | 2                            | 25                           | 19                           | 1                            | 8                            | 2                            |

### Minialbumy
| Rok  | Dane dot. minialbumu                                                                             | Najwyższe pozycje na listach | Najwyższe pozycje na listach |
| Rok  | Dane dot. minialbumu                                                                             | US Heat.                     | US Sales                     |
| ---- | ------------------------------------------------------------------------------------------------ | ---------------------------- | ---------------------------- |
| 2023 | AR - Wydany: 18 sierpnia 2023 - Wytwórnia: Sandlot - Format: CD, digital download, LP, streaming | 19                           | 45                           |

### Single
| Rok                                                      | Tytuł           | Najwyższe pozycje na listach | Najwyższe pozycje na listach | Najwyższe pozycje na listach | Najwyższe pozycje na listach | Najwyższe pozycje na listach | Najwyższe pozycje na listach | Najwyższe pozycje na listach | Najwyższe pozycje na listach | Najwyższe pozycje na listach | Najwyższe pozycje na listach | Certyfikat                                                                                      | Album   |
| Rok                                                      | Tytuł           | US                           | AUS                          | CAN                          | GRE                          | IRE                          | NZ                           | SWI                          | SWE                          | UK                           | WW                           | Certyfikat                                                                                      | Album   |
| -------------------------------------------------------- | --------------- | ---------------------------- | ---------------------------- | ---------------------------- | ---------------------------- | ---------------------------- | ---------------------------- | ---------------------------- | ---------------------------- | ---------------------------- | ---------------------------- | ----------------------------------------------------------------------------------------------- | ------- |
| 2021                                                     | „Obsessed”      | –                            | –                            | 74                           | –                            | 64                           | –                            | –                            | –                            | –                            | –                            |                                                                                                 | AR      |
| 2024                                                     | „Diet Pepsi”    | 54                           | 18                           | 39                           | 39                           | 7                            | 17                           | 65                           | 92                           | 10                           | 35                           | - US: złota płyta - AUS: złota płyta - UK: złota płyta - CAN: platynowa płyta - NZ: złota płyta | Addison |
| 2024                                                     | „Aquamarine”    | –                            | –                            | –                            | 70                           | 47                           | –                            | –                            | –                            | 45                           | –                            |                                                                                                 | Addison |
| 2025                                                     | „High Fashion”  | –                            | –                            | –                            | –                            | 73                           | –                            | –                            | –                            | 69                           | –                            |                                                                                                 | Addison |
| 2025                                                     | „Headphones On” | 87                           | 82                           | 73                           | 83                           | 34                           | –                            | –                            | –                            | 24                           | 116                          |                                                                                                 | Addison |
| 2025                                                     | „Fame Is a Gun” | 73                           | 36                           | 59                           | 84                           | 16                           | 24                           | –                            | –                            | 23                           | 61                           |                                                                                                 | Addison |
| „–” oznacza, że singel nie był notowany na danej liście. |                 |                              |                              |                              |                              |                              |                              |                              |                              |                              |                              |                                                                                                 |         |

## Filmografia

### Filmy
| Rok  | Tytuł                             | Rola           | Źr.           |
| ---- | --------------------------------- | -------------- | ------------- |
| 2021 | Cały on (He's All That)           | Padgett Sawyer | [ 55 ] [ 17 ] |
| 2023 | Noc Dziękczynienia (Thanksgiving) | Gabby          | [ 56 ]        |

### Telewizja
| Rok  | Tytuł                   | Źr.    |
| ---- | ----------------------- | ------ |
| 2021 | Z kamerą u Kardashianów | [ 57 ] |

## Nagrody i nominacje
| Rok  | Konkurs                              | Kategoria                          | Rezultat  | Źr.    |
| ---- | ------------------------------------ | ---------------------------------- | --------- | ------ |
| 2020 | People’s Choice Awards               | The Social Star of 2020            | Nominacja | [ 58 ] |
| 2020 | Streamy Awards                       | Creator of the year                | Nominacja | [ 59 ] |
| 2020 | Streamy Awards                       | Breakout Creator                   | Nominacja | [ 60 ] |
| 2021 | Nickelodeon Kids’ Choice Awards 2021 | Najlepsza społeczna żeńska gwiazda | Nominacja | [ 61 ] |
| 2021 | MTV Movie & TV Awards                | Breakthrough Social Star           | Nominacja | [ 62 ] |
| 2021 | Streamy Awards                       | Creator of the year                | Nominacja | [ 63 ] |
| 2021 | Streamy Awards                       | Lifestyle                          | Wygrana   | [ 64 ] |
| 2021 | People’s Choice Awards               | The Social Star of 2021            | Nominacja | [ 65 ] |
| 2022 | Nickelodeon Kids’ Choice Awards 2022 | Najlepsza społeczna gwiazda muzyki | Nominacja | [ 66 ] |
| 2022 | Nickelodeon Kids’ Choice Awards 2022 | Najlepsza społeczna żeńska gwiazda | Nominacja | [ 66 ] |
| 2022 | MTV Millennial Awards                | Global Creator                     | Nominacja | [ 67 ] |
| 2023 | Nickelodeon Kids’ Choice Awards 2023 | Najlepsza społeczna żeńska gwiazda | Nominacja | [ 68 ] |
| 2024 | Nickelodeon Kids’ Choice Awards 2024 | Najlepsza społeczna gwiazda muzyki | Nominacja | [ 69 ] |
| 2025 | Nickelodeon Kids’ Choice Awards 2025 | Najlepsza przełomowa artystka      | Nominacja | [ 70 ] |
| 2025 | Nickelodeon Kids’ Choice Awards 2025 | Najlepsza viralowa piosenka        | Nominacja | [ 70 ] |